# 原虎徹
原 虎徹（はら こてつ、1997年7月3日 - ）は、日本の男性総合格闘家。埼玉県越谷市出身。千葉工業大学工学部卒。CAVE所属。

## 来歴
4歳から極真空手を習い始め、その後はキックボクシング、柔術、レスリングなどに取り組み、第1回全日本ジュニア修斗-44kg、全日本新空手道選手権大会、2009年U-15全国ボクシング大会など数々の大会で優勝を果たす。高校の時に一度は格闘技から離れたが、大学進学後、再びCAVEに入門し格闘技を始めプロを目指す。2019年にはアマチュアパンクラス西関東選手権を制し、2020年2月のDEEPフューチャーキングトーナメントで優勝を果たす。
2022年8月21日、DEEP 109 IMPACTのDEEPフライ級グランプリ1回戦で伊藤裕樹と対戦し、1-4の判定負けを喫し1回戦敗退となった。
2022年12月11日、DEEP TOKYO IMPACT 2022 7th ROUNDで元フライ級キング・オブ・パンクラシストの小川徹と対戦し、1RにパウンドによるTKO勝利を収めた。

## 戦績
| 総合格闘技 戦績 | 総合格闘技 戦績 | 総合格闘技 戦績 | 総合格闘技 戦績 | 総合格闘技 戦績 | 総合格闘技 戦績 | 総合格闘技 戦績 |
| --------------- | --------------- | --------------- | --------------- | --------------- | --------------- | --------------- |
| 12 試合         | (T)KO           | 一本            | 判定            | その他          | 引き分け        | 無効試合        |
| 5 勝            | 3               | 0               | 2               | 0               | 0               | 0               |
| 7 敗            | 1               | 1               | 5               | 0               | 0               | 0               |

| 勝敗 | 対戦相手           | 試合結果                        | 大会名                                           | 開催年月日     |
| ×    | 力也               | 1R 0:14 KO（右フック）          | DEEP TOKYO IMPACT 2025 1st ROUND                 | 2025年3月23日  |
| ○    | 渋谷カズキ         | 1R 2:29 KO（左ストレート）      | DEEP TOKYO IMPACT 2024 4th ROUND                 | 2024年9月8日   |
| ×    | チェ・ソングク     | 5分3R終了 判定1-2               | Double G FC 16 【Double G FCフライ級王座決定戦】 | 2024年3月9日   |
| ○    | 三ツ塚勇介         | 1R 4:26 TKO（グラウンドパンチ） | DEEP TOKYO IMPACT 2023 7th ROUND                 | 2023年12月10日 |
| ×    | 杉山廣平           | 2R 3:25 リアネイキドチョーク    | DEEP NAGOYA IMPACT 2023 公武堂ファイト           | 2023年4月16日  |
| ○    | 小川徹             | 1R 1:24 TKO（グラウンドパンチ） | DEEP TOKYO IMPACT 2022 7th ROUND                 | 2022年12月11日 |
| ×    | 伊藤裕樹           | 5分3R終了 判定1-4               | DEEP 109 IMPACT 【DEEPフライ級グランプリ1回戦】  | 2022年8月21日  |
| ×    | 風我               | 5分2R終了 判定0-3               | DEEP 108 IMPACT                                  | 2022年7月10日  |
| ×    | 内山拓真           | 5分3R終了 判定1-2               | RIZIN TRIGGER 2nd                                | 2022年2月23日  |
| ×    | 吉野光             | 5分2R終了 判定1-2               | DEEP 102 IMPACT                                  | 2021年7月4日   |
| ○    | ヒロヤ             | 5分2R終了 判定3-0               | DEEP TOKYO IMPACT 2020                           | 2020年12月18日 |
| ○    | 日比野"エビ中"純也 | 5分2R終了 判定3-0               | DEEP 97 IMPACT                                   | 2020年9月20日  |